# Otto Stapf (botaniker)
Otto Stapf, född 23 mars 1857 i Ischl, död 3 augusti 1933 i Innsbruck, var en österrikisk botaniker.
Stapf blev docent vid Wiens universitet, företog en forskningsresa i Persien 1885, anställdes 1890 vid herbariet i Kew och blev 1909 dess föreståndare, en post han innehade till 1922. År 1908 blev han Fellow of the Royal Society och 1927 tilldelades han Linnean Medal. Hans verksamhet faller inom den deskriptiva botaniken och rör företrädesvis Afrikas flora.
Auktorsnamnet Stapf kan användas för Otto Stapf (botaniker) i samband med ett vetenskapligt namn inom botaniken; se Wikipediaartiklar som länkar till auktorsnamnet.